# Casus Luciferi
Casus Luciferi è il secondo album della black metal band Watain. Fu pubblicato nel 2003 dalla casa discografica Drakkar Productions.

## Tracce
1. Devil's Blood - 5:49
2. Black Salvation - 6:45
3. Opus Dei (The Morbid Angel) - 5:33
4. Puzzles ov Flesh - 5:39
5. I Am the Earth - 6:00
6. The Golden Horns of Darash - 5:41
7. From the Pulpits of Abomination - 6:34
8. Casus Luciferi - 8:32

## Formazione
- Håkan Jonsson - batteria
- Pelle Forsberg - chitarra
- Erik Danielsson - voce, basso